# Frank Rosin

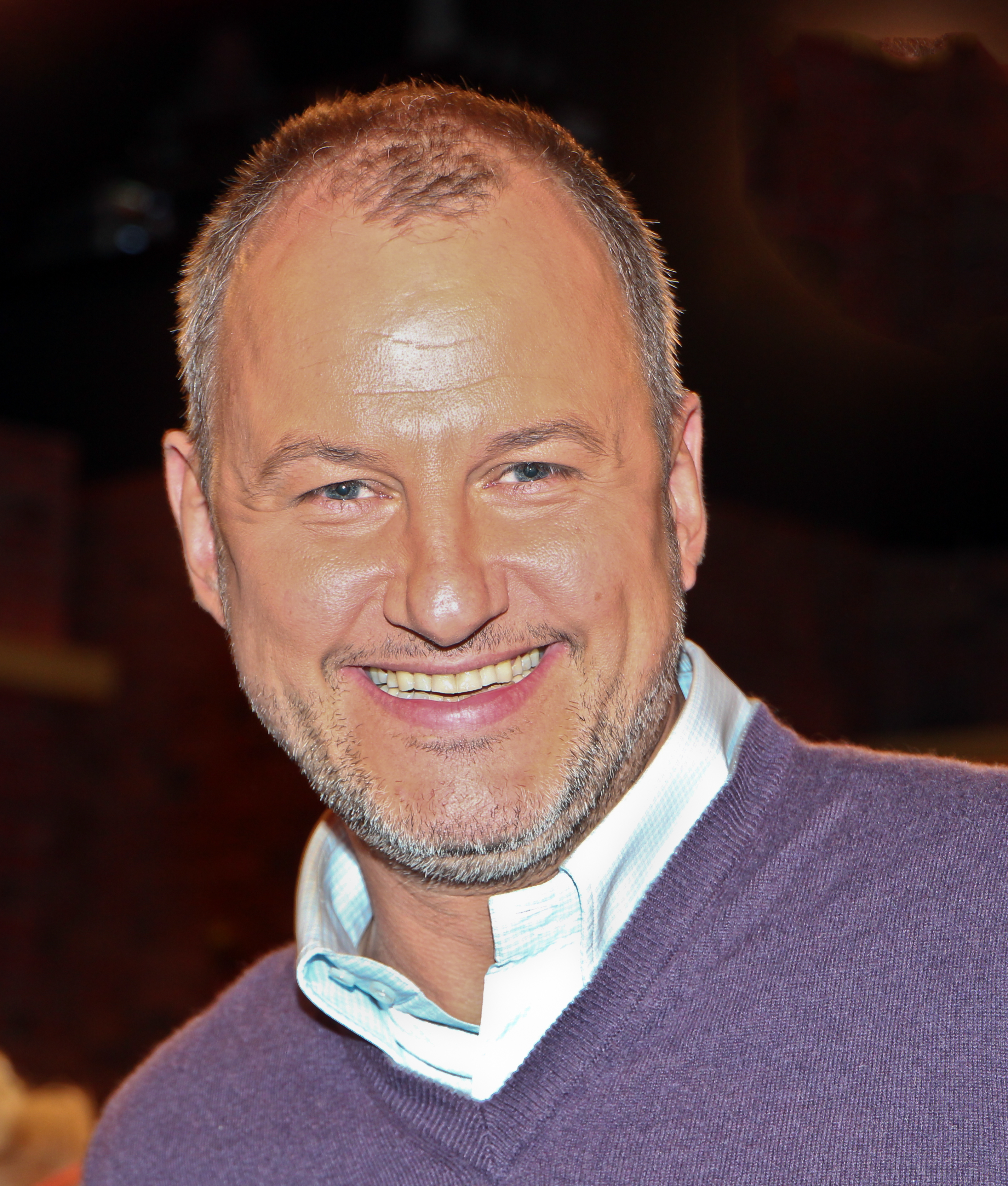
Frank Rosin (2011)

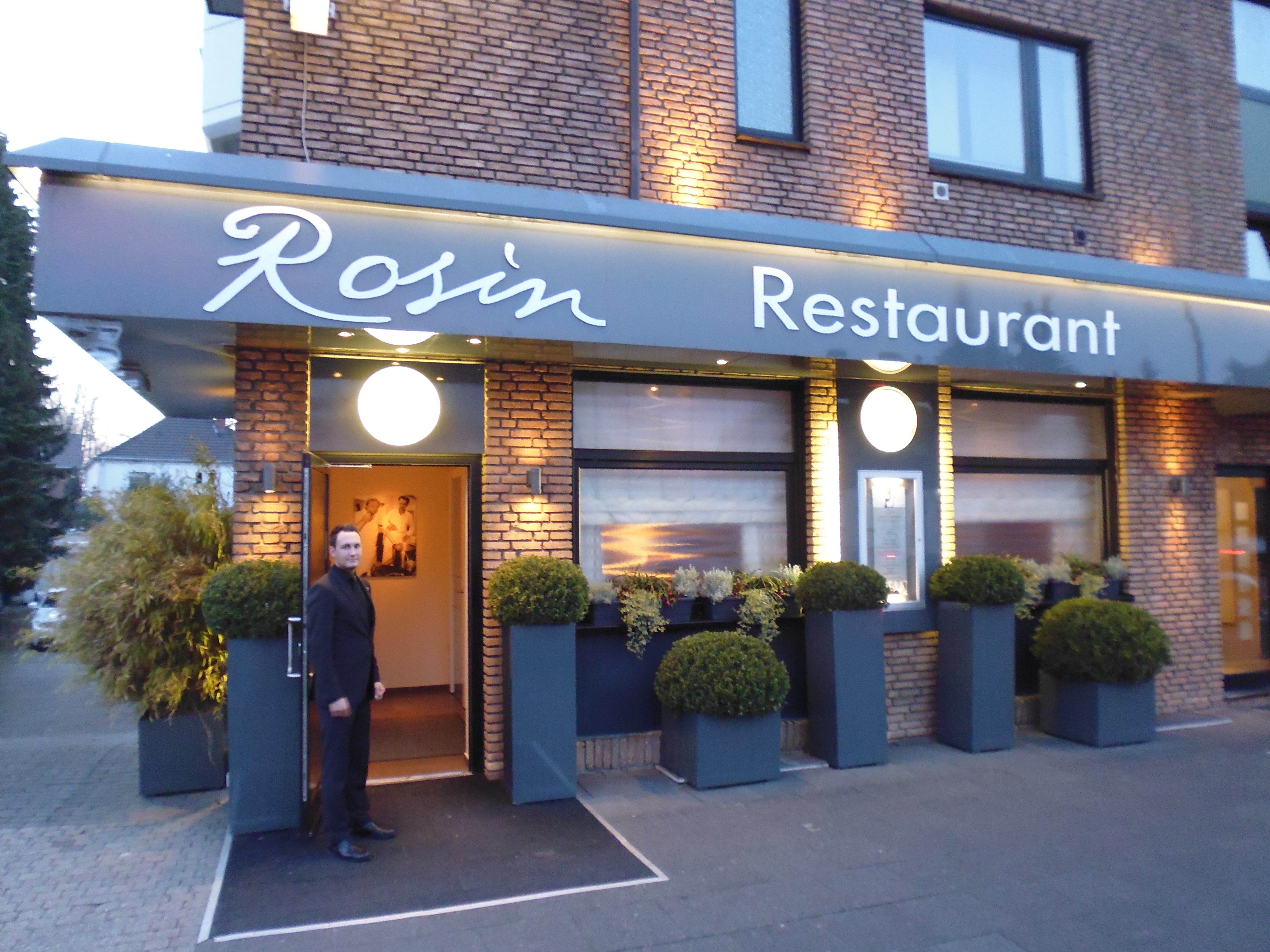
Rosins Restaurant in Dorsten

Frank Rosin (* 17. Juli 1966 in Dorsten) ist ein deutscher Fernsehkoch, Gastronom und Unternehmer.

## Karriere
Rosin wurde 1966 in Dorsten als Sohn eines Großhändlers für Gastronomiebedarf und der Betreiberin eines Imbissstands geboren. Bereits in jungen Jahren arbeitete er im väterlichen Betrieb mit. Er absolvierte von 1982 bis 1985 eine Lehre als Koch im Hotel Monopol in Gelsenkirchen-Buer sowie in der Gaststätte Kaiserau in Gelsenkirchen-Erle unter Harald Schroer. Danach begab er sich auf Wanderschaft, so arbeitete er ein Jahr als Geselle und Jungkoch in Kalifornien und in Spanien. Seine erste Station als stellvertretender Küchenchef (Sous-Chef) war an Bord der Sea Cloud, einem Viermastsegler für Luxuskreuzfahrten.
Im Frühjahr 1991 eröffnete Rosin sein eigenes Restaurant Rosin am Standort eines früheren Cafés in Dorsten-Wulfen. Im Sommer 2009 wurde das Restaurant von der Zeitschrift Der Feinschmecker als Restaurant des Jahres 2009 ausgezeichnet. Das von Rosin zusammen mit Oliver Engelke als zweitem Küchenchef geführte Lokal erhielt im November 2011 den zweiten Michelinstern. Es wurde im April 2023 auf einen Michelinstern zurückgestuft.
Rosin ist Mitglied der Kochvereinigung der „Jungen Wilden“. Seine Küche wird als regional geprägte, kreative Gourmetküche beschrieben. Neben seinem Restaurant betreute Rosin auch den VIP-Bereich des FC Schalke 04. Im Januar 2010 wurde er Mitglied im Aufsichtsrat des ehemaligen Bundesligisten SG Wattenscheid 09, trat aber nach kurzer Zeit zurück.
Im Sommer 2024 wurde er Namensgeber und gastronomischer Berater für das Hard-Rock-Restaurant im neu eröffneten Hotelturm im Hamburger Heiligengeistfeld-Bunker in Hamburg-St. Pauli.
Zum Jahresende 2024 zog sich Rosin aus der operativen Leitung seines Restaurants in Dorsten zurück, will jedoch Patron und Berater der Rosin-Unternehmensgruppe bleiben. Zugleich kündigte er an, sich ab 2025 stärker um sein Nachhaltigkeitsprojekt „Green Rosin“ zu kümmern und im Gastronomiebereich hauptsächlich mit dem Wiederaufbau der Wienerwald-Restaurants zu beschäftigen. Seit Januar 2025 ist Rosin als fester Berater für die Hildesheimer Restaurantkette tätig.

## Fernsehkoch
1996 war er im Alter von 30 Jahren erstmals im WDR-Fernsehen im Rahmen einer Kochsendung zu sehen. Seit 2008 ist er im Fernsehgeschäft tätig und trat u. a. in der Reality-TV-Kochshow Fast Food Duell auf. Ferner ist er Protagonist des auf Kabel eins ausgestrahlten Coachingformats Rosins Restaurants – Ein Sternekoch räumt auf!
In der von Steffen Henssler moderierten ZDF-Sendung Topfgeldjäger war er zwischen August 2010 und August 2013 als ständiger Juror tätig. Außerdem war Rosin zwischen 2013 und 2024 Coach und Juror in der Sat.1-Koch-Castingshow The Taste. 2014 ließ er in der Sat.1-Fernsehshow Hell’s Kitchen Prominente gegeneinander antreten. 2017 war er als Synchronsprecher für den Animationsfilm Störche – Abenteuer im Anflug im Einsatz. 2022 trat Rosin mit einer neuen, eigenen Show mit dem Titel „Rosins Heldenküche“ bei Kabel Eins auf.
Zusammen mit Alexander Kumptner und Ali Güngörmüş fährt er in der auf Kabel Eins ausgestrahlten Sendung Roadtrip Amerika – Drei Spitzenköche auf vier Rädern seit 2023 in mehreren Folgen durch Amerika. Sie erleben das amerikanische Essen sowie diverse amerikanische Besonderheiten im täglichen Ablauf.

## Kritik
In Folge sechs der Fernsehsendung Wer kocht das Beste für die Gäste? kochte Rosin noch lebende Flusskrebse, woraufhin ihn der Deutsche Tierschutzbund wegen Tierquälerei anzeigte.

## Privatleben
Rosin hat zwei Töchter und einen Sohn und war von 2006 bis 2019 verheiratet. Er ist Fan des FC Schalke 04 und wird in der Fanszene mit Spitznamen „Rose“ genannt.

## Auszeichnungen
- 2 Sterne im Guide Michelin (bis 2022)
- 18 Punkte im Gault-Millau (Stand 2022)[17]
- 4 Punkte in der Gourmetzeitschrift Der Feinschmecker

## Fernsehen (Auswahl)
- seit 2009: Rosins Restaurants, Kabel eins
- 2010–2013: Topfgeldjäger, ZDF
- seit 2013: The Taste, Sat.1
- 2014: Hell’s Kitchen, Sat.1
- 2015: Rosin weltweit, Kabel eins
- 2015: Rosins Kantinen, Kabel eins
- 2016: Die beste Show der Welt, ProSieben (Gastauftritt)
- 2016: Das Duell um die Geld, ProSieben (Gastauftritt)
- 2017: Hirschhausens Quiz des Menschen, Das Erste (Gastauftritt)
- 2017: Gekauft, gekocht, gewonnen, Kabel eins
- 2018: Die Promi-Darts-WM, ProSieben (Gastauftritt)
- 2018: Die beste Show der Welt, ProSieben (Gastauftritt, „Das schlimmste Gericht“)
- 2018: Genial daneben – Das Quiz, Sat.1 (Gastauftritt)
- 2019, 2025: Wer weiß denn sowas?, Das Erste (Folge 407, 445 und 1255)
- 2019: Mord mit Ansage – Die Krimi-Impro Show (Gastauftritt)
- 2019: Rosins Fettkampf, Kabel eins
- 2020: Schlag den Star, ProSieben (Sieg gegen Mario Basler)
- 2020: Quizduell, Das Erste (Gastauftritt)
- 2020: Die! Herz! Schlag! Show!, ProSieben (Gastauftritt)
- 2020: Buchstaben Battle, Sat.1 (Gastauftritt)
- 2021: Die Gegenteilshow, Sat.1 (Gastauftritt)
- 2022: Rosins Heldenküche, Kabel eins[13]
- seit 2023: Roadtrip Amerika – Drei Spitzenköche auf vier Rädern, Kabel eins
- 2024: Wer kocht das Beste für die Gäste, Sat.1 (Kochduell bekannter Köche gegen Rosin)

## Diskografie
Alben
- 2014: One (als Soul Seeds by Frank Rosin; Erstveröffentlichung: 10. Oktober 2014)[18]

Singles
- 2014: Sounds Like a Feeling (mit Matt Heanes)
- 2019: Belly Ciao (mit Eko Fresh)